# Desperados: Wanted Dead or Alive
Desperados: Wanted Dead or Alive é um jogo eletrônico de computador de táticas  do Velho Oeste, desenvolvido pela Spellbound Entertainment e lançado em 2001, ele teve também uma continuação Desperados 2: Cooper's Revenge.

## História
O jogo se passa no Novo México, 1881. Muitos trens foram roubados nos últimos meses por um bandido misterioso e vicioso chamado El Diablo . A companhia ferroviária Twinnings & Co ofereceu 15 mil dólares para quem parasse El Diablo . O então Caçador de recompensas John Cooper aceita a tarefa , apesar das objeções do mal-humorado Marechal Jackson, mas logo descobre que a missão não é tão simples como ele assumiu pela primeira vez. John tem a intenção de criar uma equipe com seus antigos parceiros para ajudá-lo em sua caça aos ladrões de trem , composto por Sam, Doc e Kate. Quando ele descobre que Sánchez não é de fato o líder dos ataques , ele o libera e pede sua ajuda também. A equipe de 5 acabam aumentando em mais uma quando o pai de Mia é morto em seu posto, e ela jura vingar a sua morte.
Em uma reviravolta surpreendente , Marechal Jackson se revela El Diablo, que captura os personagens e condena-os em seu quartel-general secreto caverna. Com a ajuda de Mia, eles escapam com sucesso do cativeiro. Cooper então persegue El Diablo até seu escritório e o mata no tiroteio que se seguiu.

## Personagens
O primeiro Desperados foi criado em 2001 e contava com a ação de 6 personagens ao mesmo tempo, cada personagem possui armas e ações diferentes. Como uma grande equipe, sua missão era descobrir quem está saqueando os trens que atravessam a cidade de El Paso cidade onde se desenvolve o enredo do jogo.
O principal vilão do jogo é o famoso El Diablo mas para pegá-lo Cooper e seus aliados terão que passar por extensas 25 fases que incluem desde esvaziar o cofre do banco, até escalar montanhas, assim como invadir fortes e libertar presos. Principais personagens:
John Cooper (o famoso cowboy e líder da trupe)
Principais Características - Cooper tem uma Colt 45 de seis tiros, pode arremessar sua faca de uma distancia curta, esfaquear seus oponentes corpo-a-corpo, dar socos para desmaiar oponentes, e colocar um despertador no chão que faz barulho para atrair oponentes. Cooper também pode carregar corpos, sabotar selas de cavalos e carregá-las.
Samuel Willians (um ex-escravo fugitivo, perito em explosivos e muito atrapalhado com mulheres)
Principais Características - Sam tem uma Winchester de doze tiros, pode jogar dinamites, amarrar oponentes, tem uma cobra que pica e mata seus oponentes, pode acender barris de dinamite. Sam também sabe usar metralhadoras de tripé.
Doctor Arthur McCoy ou "Doc McCoy" (Militar aposentado, mal-humorado, médico e cientista)
Principais Características - Doc tem uma arma de seis tiros, e também uma pistola de atirador de elite, pode lançar balões com gases que desmaiam seus oponentes, pode fazer curativos nos seus amigos, além de ter uma capa que ele arma como um espantalho, para atrair oponentes. Doc também pode acordar seus amigos inconscientes, e abrir a maioria das portas que estão trancadas.
Kate O´hara (sedutora e jogadora de poker profissional)
Principais Características - Kate tem um revólver de três tiros, seduz seus oponentes, pode desacorda-los com um chute, tem um espelho que reflete o sol para cegar inimigos, faz trilhas de cartas de baralho no chão para atrair seus oponentes, pode andar sem fazer nenhum barulho e pode roubar roupas que estão penduradas, para andar despercebida pelo cenário.
Pablo Sanchez (Um Mexicano, apelidado por John de "Grande Urso" muito animado e engraçado além de forte.)
Principais Características - Sanchez tem uma espingarda calibre 12 de dois tiros; distribui Tequila para seus oponentes, o que os deixa bêbados e eles dormem; finge que esta dormindo para atrair oponentes; roda a espingarda, derrubando e desmaiando inimigos ao seu redor; e pode jogar pedras para desmaiar seus oponentes. Se ele estiver escondido dentro de uma casa desmaia até três oponentes de uma vez se entrarem no mesmo lugar que ele. Por sua força, Sanchez pode tirar uma metralhadora de seu tripé para carregá-la, pode empurrar objetos, e carrega duas pessoas de uma vez.
Mia Yung (chinesa órfã, muito esperta e habilidosa)
Principais Características - Mia é a mais interessante pois não tem armas de fogo; Ela assopra dardos com uma zarabatana, que deixam o alvo confuso atirando em quem estiver ao redor, e posteriormente desmaia. Joga amendoins no chão ou assobia para atrair seus oponentes; pode causar cegueira temporaria com um Firecracker; e tem um macaquinho (Mr. Leone) que atrai seus oponentes. Além disso, Mia pode se esconder em barris.

## As sequências
Desperados 2 Cooper's Revenge:
Em "Desperados 2" o irmão mais velho de John Cooper (Ross Cooper) é assassinado por um coronel denominado Angel face, sua busca o leva descobrir muitas coisas estranhas que se passa na cidadezinha de Santa Fé e para essa "vingança" Cooper reencontra mais uma vez seus parceiros e parte em novas outras missões. Foi considerado melhor que o primeiro (pois foi desenvolvido em três dimensões (3D) mas é muito pesado) o que dificulta a jogabilidade, alegou-se também que a montagem das fases eram parecidas com o primeiro, principalmente as situações em que os personagens são colocados.
Desperados Helldorado:
A Spellbound, produtora alemã que em 2001 criou o original Desperados: Dead or Alive, está de volta com Helldorado, o terceiro título da saga (que só não se chama Desperados 3 por razões legais) que nos coloca novamente no velho Oeste americano sem lei.
O jogador tem agora a oportunidade de continuar a partir do ponto onde Cooper's Revenge nos deixou, com Helldorado a responder finalmente a algumas perguntas misteriosas deixadas no ar no final do jogo anterior. Contudo, mesmo quem não jogou os anteriores títulos nem está familiarizado com as personagens, encontra aqui uma história completa e equilibrada que funciona muito bem por si só. A história começa em Santa Fé, no final do Verão de 1883. A situação voltou à normalidade depois de há apenas algumas semanas Cooper e os seus amigos terem levado o caos à cidade ao procurar - e eliminar - Lester Lloyd Goodman, rapaz de maus fígados que assassinou o irmão de Cooper. Agora que Goodman está morto e enterrado, o seu império dos caminhos-de-ferro encontra-se em ruínas, o que permite a Cooper gozar o agridoce sabor da vingança. Mas por pouco tempo: Doc McCoy desapareceu e cedo se percebe que foi envenenado e raptado. E quem é o responsável pelo rapto de McCoy? Nada menos do que a viúva de Goodman, com quem Cooper se encontra numa igreja de Santa Fé para receber uma oferta que não pode recusar: ela poupará a vida de Doc mas, em troca, Cooper terá de realizar uma série de missões que o irão marcar como criminoso. Sem grandes alternativas, Cooper concorda e, juntamente com os seus amigos, irá tentar libertar e salvar a vida de Doc McCoy. Contudo, tal como em qualquer bom western, nem tudo é o que parece, e quanto mais Cooper se envolve nas actividades criminosas, mais claro se torna o facto de que há muito mais em jogo do que apenas a vingança de uma jovem viúva...

## Recepção da crítica
O jogo recebeu críticas geralmente favoráveis. Sobre a revisão do agregador Game Rankings, 80% dos críticos deram comentários positivos do jogo, baseado em 28 opiniões. No Metacritic, o jogo teve uma pontuação média de 78 de 100, baseado em 12 avaliações.